# Sent Arroman (Gers)
Sent Arroman (en francès Saint-Arroman) és un municipi francès situat al departament del Gers i a la regió d'Occitània.
Clarenç és ua antiga comuna d’Astarac, a Gascunya (Occitània). En 1822 va ser reunida a Sent Arroman.

## Administració
| Període   | Identitat      | Partit |
| --------- | -------------- | ------ |
| 2001-2004 | Odette Lesage  |        |
| 2004-     | Jean René Brun |        |

## Demografia
| 1962                                       | 1968 | 1975 | 1982 | 1990 | 1999 | 2006 |
| ------------------------------------------ | ---- | ---- | ---- | ---- | ---- | ---- |
| 165                                        | 173  | 163  | 154  | 132  | 126  | 138  |
| Des de 1962: població sense dobles comptes |      |      |      |      |      |      |